# Carlos Castaneda
Carlos Castaneda (25. december 1925 i Peru – 27. april 1998 i Los Angeles ) var en forfatter, der skrev en kontroversiel række bøger om sit møde med troldmanden don Juan Matus og sin oplæring som shaman.
Castaneda skrev de første 3 bøger mens han studerede antropologi ved University of California, Los Angeles (UCLA). Bøgerne fremstår som en beskrivelse af hans feltarbejde i forbindelse med studiet, hvor han bliver lærling hos en shaman, don Juan Matus. Han fik en Ph.d i 1970 for en afhandling der i store træk er identisk med hans 3. roman, Rejsen til Ixtlan.